# Reformierte Kirche Innertkirchen

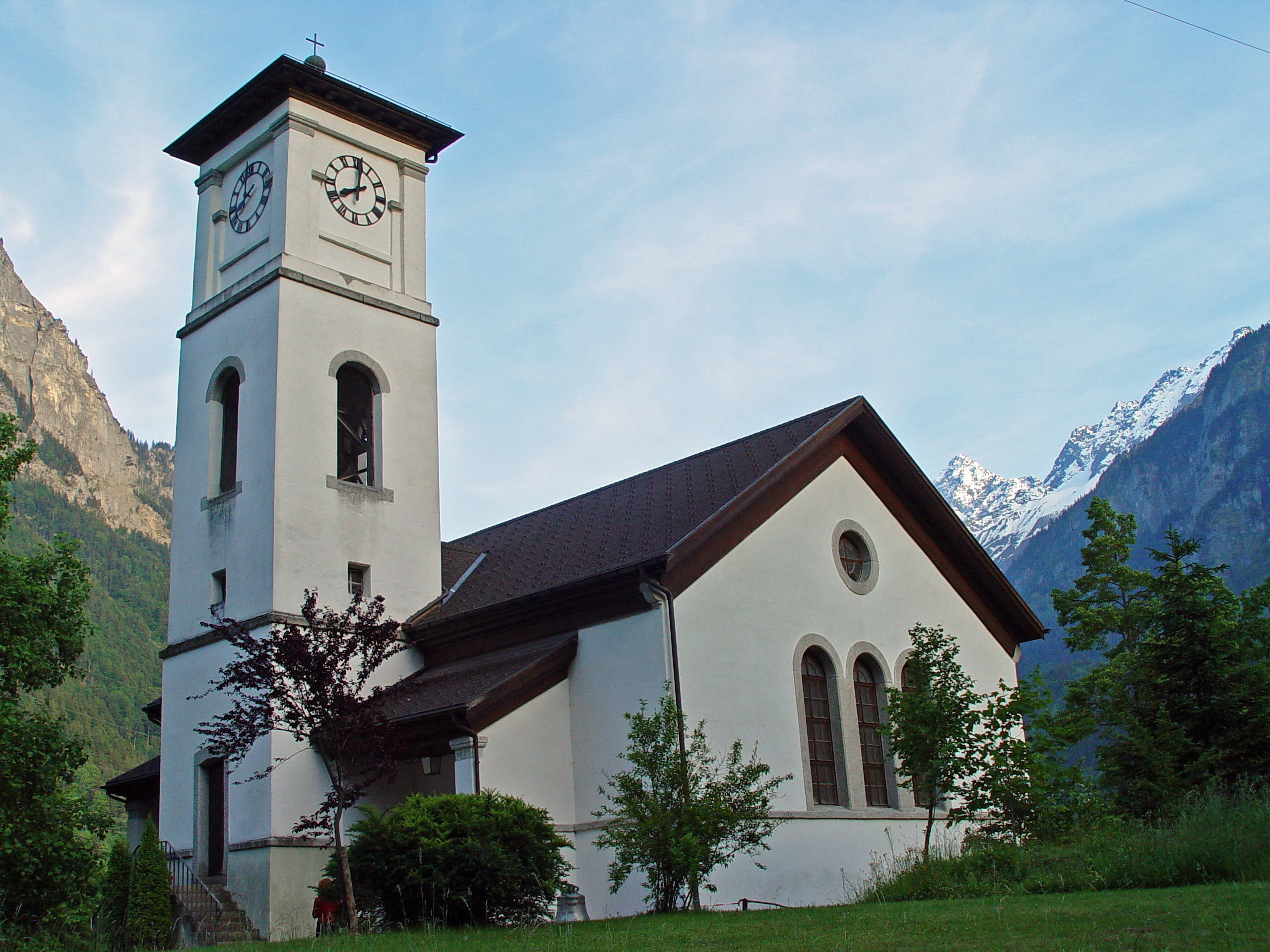
Kirche Innertkirchen

Die reformierte Kirche Innertkirchen ist ein Kirchengebäude in der Gemeinde Innertkirchen, Schweiz.
Die Kirche wurde 1840–1841 als klassizistische Saalkirche mit Polygonalchor errichtet. Das schlichte Sakralgebäude verfügt über einen Uhr- und Glockenturm mit Zeltdach. Der Innenraum wird durch Rundbogen- und Oculusfenster beleuchtet. Die Chorfenster sind mit Glasmalereien aus der Nachkriegszeit versehen. Die Glocken im Turm stammen wurden 1969 bei der Giesserei H. Rüetschi in Aarau gegossen. Die Orgel aus dem Jahre 1939 wurde von Orgelbau Kuhn installiert.
Seit 1860 ist Innertkirchen eine eigenständige Kirchgemeinde.